# Ройанесс, Жанна
Жанна Ройаннес (фр. Jeanne Royannez; 5 ноября 1855, Париж — 6 мая 1932, там же) — французская женщина-скульптор.

## Биография
Уроженка Парижа, дочь журналиста-леворадикала Адольфа Ройаннеса (1829—1894), в 1871 году — члена весьма недолговечной Марсельской коммуны. Во время событий Марсельской коммуны Жанна Ройаннес познакомилась с другим леворадикальным журналистом, Кловисом Хюгом (1851—1907), за которого вышла замуж, когда, в 1876 году, пять лет спустя, он вышел из тюрьмы. В этом браке родились две дочери: Марианна и Мирей.
Брак между молодым революционером и дочерью старого вызвал насмешки у французской публики, результатом которой стала дуэль между Кловисом Хюгом и журналистом-бонапартистом Жозефом Дайме, который был убит на этой дуэли. Кловису угрожал повторный тюремный срок, однако, поскольку было решено, что он вступился за честь своей жены, присяжные приняли его сторону и он был оправдан.
В 1882 году графиня Д'Осмонд-Ленорман обвинила Жанну в том, что она переспала с её мужем. Этот скандал значительно испортил и без того чудовищную репутацию месье и мадам Хюг. Скандал привёл к тому, что Жанна трижды выстрелила в одного из политических противников своего мужа прямо в парижском Дворце правосудия, и, к сожалению, опять была оправдана присяжными — парижская публика явно наслаждалась подобной «социалистической новизной». Эта история, помимо многочисленных журналов и газет, упоминается в переписке Генри Джеймса и в современной биографии Джозефа Конрада
Как скульптор, Жанна Ройаннес была ученицей Лауры Кутан и достигла весьма значительных успехов. Её работы, вместе с работами её учительницы, экспонировались на Всемирной выставке в Чикаго в 1893 году. Однако, её самой известной работой стал монумент любимому мужу в городе Амбрёне.

## Галерея

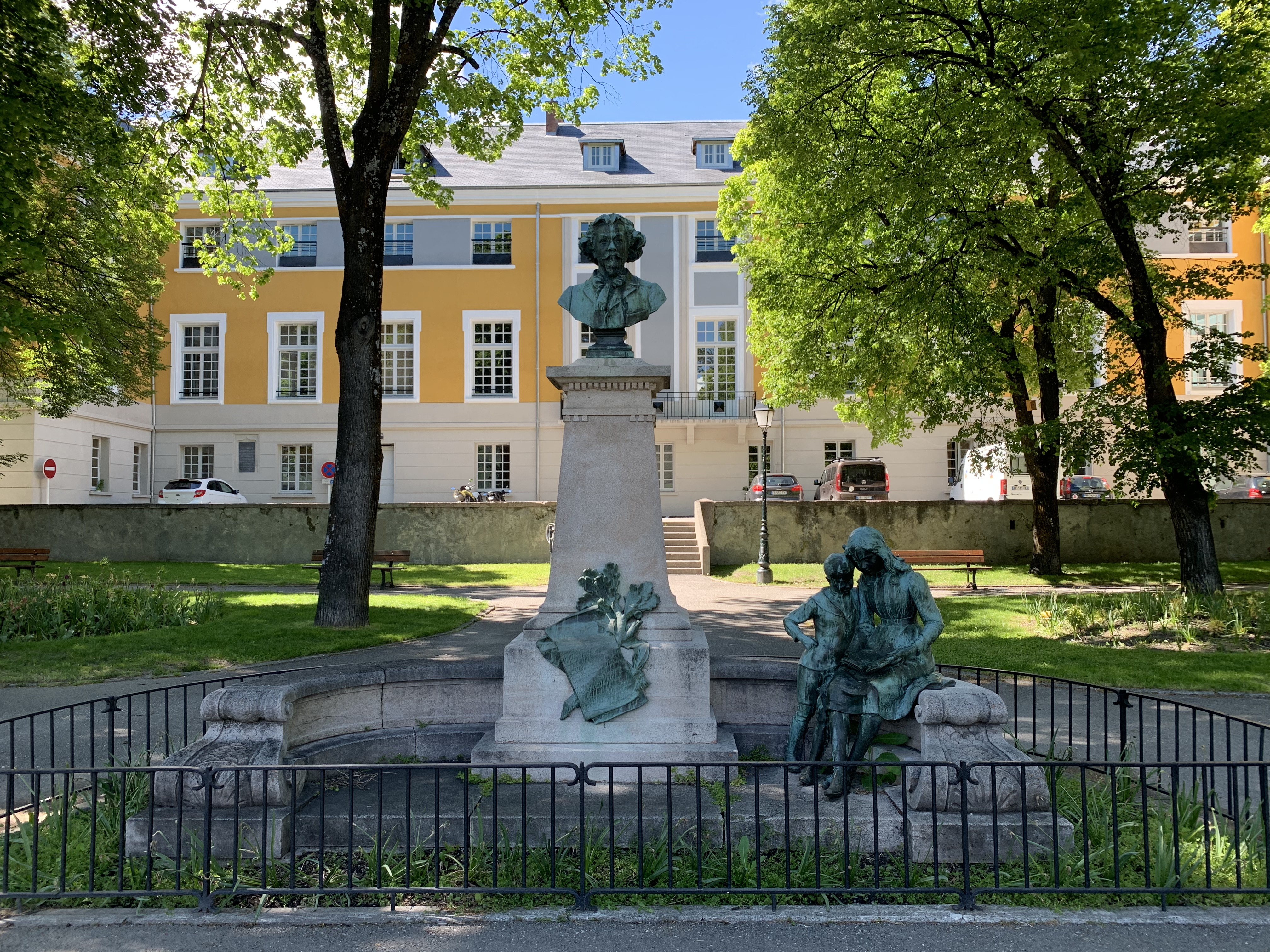
Монумент Кловису Хюгу, Амбрён, Франция.